# Yadanarbon Football Club
Lo Yadanarbon Football Club è una società calcistica della Birmania con sede nella città di Mandalay.

## Storia
Il club fu fondato nel 2009 per partecipare alla neonata Myanmar National League, campionato professionistico nazionale che rimpiazzava il precedente campionato (Myanmar Premier League) disputato da squadre della sola città di Yangon.

## Palmarès

### Competizioni nazionali
- National League: 3

2009-2010, 2010, 2014
- Myanmar National League Cup: 1

2009

### Competizioni internazionali
- Coppa del Presidente dell'AFC: 1

2010

### Altri piazzamenti
- Myanmar National League:

Secondo posto: 2015
Terzo posto: 2012, 2017
- Coppa del Presidente dell'AFC:

Semifinalista: 2011

## Organico

### Rosa
Rosa aggiornata al 20 agosto 2019.
| N. |                     | Ruolo | Calciatore       |
| -- | ------------------- | ----- | ---------------- |
| 3  | Birmania (bandiera) | D     | Kiaw Thet Oo     |
| 4  | Birmania (bandiera) | D     | Zaw Ye Tun       |
| 5  | Birmania (bandiera) | C     | Ye Yint Aung     |
| 6  | Birmania (bandiera) | C     | Myat Kaung Khant |
| 7  | Birmania (bandiera) | C     | Ye Ko Oo         |
| 8  | Birmania (bandiera) | C     | Bi Bi            |
| 9  | Birmania (bandiera) | A     | Win Naing Tun    |
| 10 | Birmania (bandiera) | A     | Maung Maung Soe  |
| 11 | Birmania (bandiera) | D     | Thet Naing       |
| 14 | Birmania (bandiera) | D     | Hlaing Myo Aung  |
| 15 | Birmania (bandiera) | D     | Eant Maw Oo      |
| 16 | Birmania (bandiera) | C     | Myo Ko Tun       |
| 17 | Birmania (bandiera) | C     | Thet Shine Naung |
| 19 | Birmania (bandiera) | C     | Hlaing Bo Bo     |
| 20 | Birmania (bandiera) | A     | Myint Thein Tun  |
| 21 | Birmania (bandiera) | D     | Pyae Sone Naing  |

| N. |                     | Ruolo | Calciatore      |
| -- | ------------------- | ----- | --------------- |
| 22 | Birmania (bandiera) | D     | Kyaw Zin Soe    |
| 23 | Birmania (bandiera) | D     | Hein Nay San    |
| 25 | Birmania (bandiera) | P     | Pyae Lyan Aung  |
| 27 | Birmania (bandiera) | A     | Ye Yint Aung    |
| 29 | Birmania (bandiera) | C     | Win Naing Soe   |
| 30 | Birmania (bandiera) | D     | Nay Myo Aung    |
| 31 | Birmania (bandiera) | C     | Aung Naing Win  |
| 32 | Birmania (bandiera) | P     | Chan Nyein Kyaw |
| 33 | Birmania (bandiera) | D     | Thein Than Win  |
| 30 | Birmania (bandiera) | D     | Nay Myo Aung    |
| 50 | Birmania (bandiera) | P     | Pyae Sone Chit  |
| 70 | Birmania (bandiera) | C     | Win Htay Kyaw   |
|    | Birmania (bandiera) | C     | Si Thu Aung     |